# Commack
Commack es un lugar designado por el censo (o aldea) ubicado en el condado de Suffolk en el estado estadounidense de Nueva York. En el año 2000 tenía una población de 36.367 habitantes y una densidad poblacional de 1,164.1 personas por km².

## Geografía
Commack se encuentra ubicado en las coordenadas 40°50′42″N 73°17′0″O / 40.84500, -73.28333. Según la Oficina del Censo, la ciudad tiene un área total de 31,2 km² (12,0 mi²), de la cual 31,2 km² (12,0 mi²) es tierra y 0 km² (0 mi²) (0%) es agua.

## Demografía
Según la Oficina del Censo en 2007 los ingresos medios por hogar en la localidad eran de $109,431, y los ingresos medios por familia eran $117,020. Los hombres tenían unos ingresos medios de $61,475 frente a los $39,124 para las mujeres. La renta per cápita de la localidad era de $30,840. Alrededor del 2.8% de la población estaban por debajo del umbral de pobreza.